# Списак епизода серије Позив (ТВ серија)
Позив (ТВ серија) је српска телевизијска серија која је премијерно почела са емитовањем од 18. новембра 2023. године на каналу РТС 1 . 
Серија Позив за сада броји 1 сезону и 8 епизода.

## Преглед
| Сезона | Сезона | Епизоде | Епизоде | Оригинално емитовање | Оригинално емитовање | Оригинално емитовање |
| Сезона | Сезона | Епизоде | Епизоде | Премијера            | Финале               | Мрежа                |
| ------ | ------ | ------- | ------- | -------------------- | -------------------- | -------------------- |
|        | 1.     | 8       | 8       | 18. новембар 2023.   | 10. децембар 2023.   | РТС 1                |